# 岩手県道13号盛岡和賀線
岩手県道13号盛岡和賀線（いわてけんどう13ごう もりおかわがせん）は、岩手県盛岡市から北上市和賀町に至る県道（主要地方道）である。

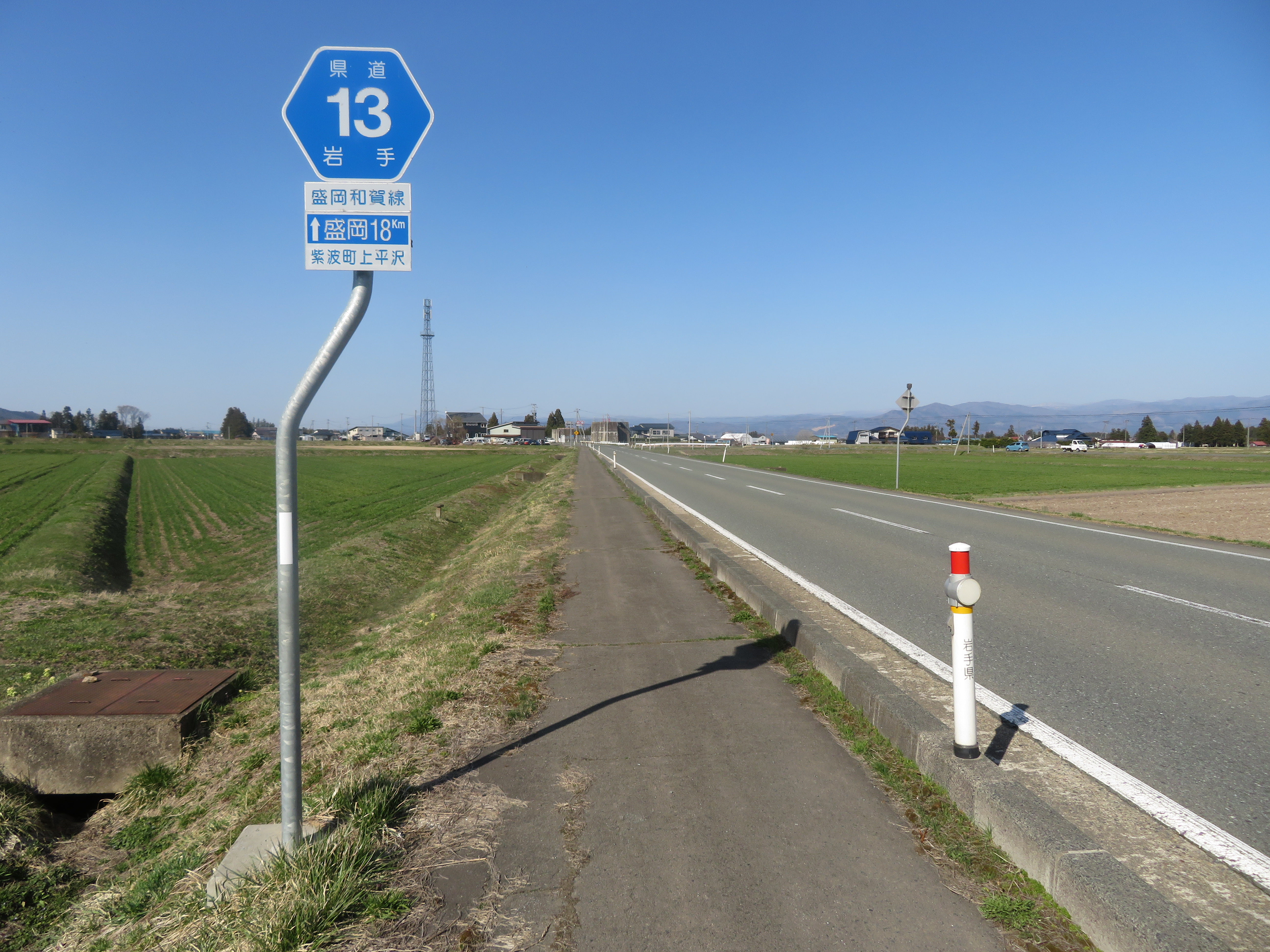
紫波郡紫波町上平沢付近

## 概要
国道4号の西側にほぼ並行して通っている。郊外を通過しているため信号機が国道4号に比べ少ない。そのため抜け道として使われるため、交通量が多い。

### 路線データ
- 実延長：47,898.1 m[1]
- 起点：盛岡市[1]（太田橋北袂交差点・岩手県道1号盛岡横手線交点）
- 終点：北上市和賀町[1]（国道107号交点）

## 歴史
- 1959年（昭和34年）3月31日 - 藤根盛岡線として県道に認定される[2]。
- 1976年（昭和51年）4月1日 - 藤根盛岡線が、盛岡和賀線として建設省（現・国土交通省）から主要地方道の指定を受ける[3]。
- 1976年（昭和51年）10月1日 - 盛岡和賀線として県道に認定される[1]。
- 1993年（平成5年）5月11日 - 建設省により改めて主要地方道の指定を受ける[4]。
- 2013年（平成25年）3月27日 - 笹間バイパス（花巻市）が全線開通[5]。
- 2015年（平成27年）3月21日 - 盛岡市内の羽場・飯岡拡幅工事が完成し、バイパス道路が全線開通[6]。これにより盛岡市中心部と矢巾町流通センター地区が片側2車線道路で直結。
- 2016年（平成28年）4月1日 - 盛岡市内羽場・飯岡地区の新道が当線の本線となり、飯岡十文字経由の旧道は盛岡市道へ降格[7]。

## 路線状況

### 重複区間
- 岩手県道103号花巻和賀線 ： 花巻市轟木7地割 - 花巻市北笹間14地割

### バイパス
- 笹間バイパス

### 道の駅
- はなまき西南（花巻市轟木7地割）

## 地理

### 通過する自治体
- 盛岡市 - 紫波郡矢巾町 - 同郡紫波町 - 花巻市 - 北上市

### 交差する道路
- 岩手県道1号盛岡横手線（太田橋北袂交差点・盛岡市城西町）
- 岩手県道16号盛岡環状線（アイスアリーナ前交差点・盛岡市本宮五丁目）
- 国道46号（小幅交差点・盛岡市本宮六丁目）
- 岩手県道36号上米内湯沢線（盛岡市湯沢17地割）
- 岩手県道281号矢巾西安庭線（矢巾町流通センター南三丁目）
- 岩手県道120号不動盛岡線（矢巾町大字北伝法寺第1地割）
- 岩手県道162号紫波雫石線（紫波町上平沢字川原）
- 岩手県道198号志和石鳥谷線（紫波町上平沢字川原田）
- 岩手県道109号石鳥谷花巻温泉線（花巻市北湯口第11地割）
- 岩手県道37号花巻平泉線（花巻市湯本第6地割）
- 岩手県道286号東和花巻温泉線（花巻市湯本第12地割）
- 岩手県道297号花巻停車場花巻温泉郷線（花巻市椚ノ目第3地割）
- 岩手県道12号花巻大曲線（花巻市上根子字法領）
- 岩手県道103号花巻和賀線・花巻市街方面（花巻市轟木7地割）
- 岩手県道103号花巻和賀線・和賀方面、岩手県道252号清水野村崎野線（花巻市北笹間14地割）
- 岩手県道245号南笹間黒沢尻線（花巻市南笹間1地割）
- 国道107号（北上市和賀町藤根18地割）